# Hormonema carpetanum
Hormonema carpetanum är en svampart som beskrevs av Bills, Peláez & Ruibal 2004. Hormonema carpetanum ingår i släktet Hormonema och familjen Dothioraceae.   Inga underarter finns listade i Catalogue of Life.